# Crnaja (Srbac, BiH)
Crnaja je naseljeno mjesto u sastavu općine Srbac, Republika Srpska, BiH.

## Stanovništvo
| Crnaja             |             |
| Godina popisa      | 1991.       |
| Srbi               | 46 (41,82%) |
| Hrvati             | 1 (0,91%)   |
| Muslimani          | 38 (34,55%) |
| Jugoslaveni        | 21 (19,09%) |
| ostali i nepoznato | 4 (3,63%)   |
| ukupno             | 110         |